# Czarna maska (opera)
Czarna maska – opera w jednym akcie skomponowana przez Krzysztofa Pendereckiego na podstawie dramatu o tym samym tytule Gerharta Hauptmanna. Libretto napisał w języku niemieckim Harry Kupfer i Krzysztof Penderecki. Prapremiera opery miała miejsce podczas festiwalu w Salzburgu, 15 sierpnia 1986 roku. Po raz pierwszy wystawiona w Polsce 25 października 1987 w Teatrze Wielkim im. Stanisława Moniuszki w Poznaniu. Premiera opery w polskiej wersji językowej miała miejsce 18 września 1988 w Teatrze Wielkim w Warszawie.
Autorami przekładu libretta na język polski są Antoni Libera oraz Janusz Szpotański.

## Historia powstania
W 1982 roku Krzysztof Penderecki otrzymał zamówienie Festiwalu w Salzburgu na napisanie opery.  Początkowo Penderecki rozważał wykorzystanie takich utworów jak: Panna Julia Strindberga, Żałoba przystoi Elektrze O’Neila, Mistrz i Małgorzata Bułhakowa czy Faust Goethego. Odrzucił wszystkie te pomysły, kiedy przypadkowo trafił na tekst Czarnej maski Hauptmanna.
Czarna Maska to mroczna wizja świata zmierzającego ku katastrofie, będąca nawiązaniem do średniowiecznego przedstawienia tańca śmierci. 

## Streszczenie
Akcja opery odbywa się zimą 1662 roku w domu burmistrza Schullera, w miasteczku Bolkenhain na Śląsku. Miasteczko jest zniszczone w wyniku Wojny Trzydziestoletniej, w pobliżu grasują rozbójnicy, a wśród mieszkańców szerzą się pogłoski o epidemii dżumy. Tymczasem mieszkańcy świętują karnawał organizując pochody przebierańców. W domu burmistrza Schullera odbywa się proszony obiad na którym spotykają się wszyscy uczestnicy dramatu: burmistrz, jego żona Benigna, wychowanka Arabella, żydowski kupiec, katolicki opat, luterański pastor, hrabia-ewangelik, dwaj służący różnych wyznań. Na przyjęcie przybywa kupiec Löwel Perl przynosząc wieści ze świata. Toczą się rozmowy, ich tematem jest m.in. Benigna i jej przybrana siostrzenica mulatka Arabella. Hrabia zwraca również uwagę na śliczną służącą burmistrza. W czasie rozmowy rozbrzmiewają kuranty, które, jak się okazuje, kazał zainstalować burmistrz, aby zrobić przyjemność żonie. Benigna, podobnie jak jeden ze służących, są jednak wyraźnie wstrząśnięci. Nagle wbiega służąca Daga z informacją, że do ogrodu wtargnął człowiek w czarnej masce. Przez salon przelatuje puszczyk – zwiastun śmierci. Do salonu wpada człowiek w czarnej masce i zaczyna niesamowity taniec. Benigna słabnie i zostaje wyprowadzona. Do salonu wchodzi Johnson, zbiegły niewolnik, i zostawia swój odcisk ręki. W czasie gdy goście oglądają galerię obrazów burmistrza, w salonie coraz bardziej przerażona Benigna opowiada Perlowi historię swojego życia. Zza okna dochodzi żałobny śpiew. Benigna zauważa odcisk ręki i wybiega z salonu. Teraz z kolei Perlowi zwierza się burmistrz. Perl zabiera burmistrza na galerię. W międzyczasie Jedidja Potter – jeden z gości – coraz bardziej pogrąża się w religijnym obłędzie. Na scenę znów wchodzi niewolnik, który zabija Pottera. Przez salon przewijają się pary bohaterów, jako ostatni Schuller i Benigna, która błaga męża, aby wyjechali z Bolkenhain. Burmistrz się zgadza, jednak wcześniej chce podpisać akt darowizny ziem na rzecz klasztoru. Na tym tle dochodzi do incydentu z hrabim. Benigna widząc zwłoki Pottera, domyśla się kto go zabił. Postanawia spotkać się z Johnsonem, który uwiódł ją w młodości, a potem szantażował. Do salonu wracają goście. Hrabia oskarża Benignę o zdradę. Nagle wbiega Róża, dama do towarzystwa Benigny, z informacją, że jej pani zasłabła. Pojawia się informacja o dżumie w mieście i goście w panice rzucają się do ucieczki. Róża oznajmia o śmierci Benigny. Schuller wychodzi, za chwilę słychać strzał. W tle żałobny śpiew chóru.

## Osoby
| rola                        | rodzaj głosu      | obsada podczas polskiej premiery w Teatrze Wielkim w Warszawie |
| --------------------------- | ----------------- | -------------------------------------------------------------- |
| Silvanus Schuller           | tenor             | Roman Węgrzyn                                                  |
| Benigna                     | sopran            | Elżbieta Hoff                                                  |
| Löwel Perl                  | baryton           | Jerzy Artysz                                                   |
| Arabella                    | sopran dziewczęcy | Małgorzata Szmidt                                              |
| Rosa Sacchi                 | mezzosopran       | Wanda Bargiełowska                                             |
| Jedidja Potter              | tenor             | Jacek Parol                                                    |
| François Tortebat           | bas               | Marek Dąbrowski                                                |
| Daga                        | sopran            | Teresa Borowczyk                                               |
| Robert Dedo                 | bas-baryton       | Bronisław Pekowski                                             |
| Pleban Wendt                | bas               | Jerzy Kulesza                                                  |
| Hadank                      | tenor             | Krzysztof Szmyt                                                |
| Hrabia Ebbo Hüttenwächter   | bas               | Ryszard Morka                                                  |
| Hrabina Laura Hüttenwächter | mezzosopran       | Anna Malewicz                                                  |
| Schedel                     | tenor             | Zdzisław Książek-Rozenau                                       |
| Anioł śmierci               | sopran            | Krystyna Jaźwińska                                             |
| Doktor Knoblochzer          | bas               | Waldemar Kalinowski                                            |

oraz chór i orkiestra Teatru Wielkiego w Warszawie, dyr. Robert Satanowski. 